# Campuzan
 Campuzan  es una comuna y población de Francia, en la región de Mediodía-Pirineos, departamento de Altos Pirineos, en el distrito de Tarbes y cantón de Castelnau-Magnoac.
Su población en el censo de 1999 era de 160 habitantes.
Está integrada en la Communauté de communes du Magnoac.

## Demografía
| 195 | 203 | 207 | 197 | 164 | 160 |
| Para los censos de 1962 a 1999 la población legal corresponde a la población sin duplicidades (Fuente: INSEE [Consultar]) |     |     |     |     |     |